# Gaku Shibasaki
Gaku Shibasaki (Noheji, Districte de Kamikita, Prefectura d'Aomori, Japó, 28 de maig de 19) és un futbolista professional japonès que juga com a centrecampista al Kashima Antlers. Va debutar el 2014 amb la selecció del Japó.

## Estadístiques
| Selecció del Japó | Selecció del Japó | Selecció del Japó |
| Anys              | Partits           | Gols              |
| ----------------- | ----------------- | ----------------- |
| 2014              | 4                 | 1                 |
| 2015              | 9                 | 2                 |
| Total             | 13                | 3                 |